# 血衛
血衛（英語：Bloodshot，或譯作再造戰士、喋血戰士、裏血戰士）是一名登場於由勇士漫畫出版的漫畫書中的虛構超級英雄，該角色最初於1992年由凱文·范霍克、唐·佩林和鮑勃·萊頓所創作。
血衛是勇士最受歡迎的角色之一，其漫畫被Newsok.com列為「2012年十大漫畫系列」之一。

## 人物
血衛是名前士兵，本名叫安傑洛·摩爾塔利（Angelo Mortalli），在被注入奈米活性血液並成為人造人後，他的記憶被抹去了無數次，但當他發現自己的真實身分後，便打算展開報復。
血衛的血液中含有十億個奈米電腦，這能使自己的傷口迅速癒合，但也會使自己的大腦缺氧而失去記憶。

## 歷史
血衛是由凱文·范霍克、唐·佩林與鮑勃·萊頓於1992年推出，成為勇士宇宙的作品之一。1992年11月，首本漫畫就在鑽石漫畫分銷商的前100名中排名第4位。血衛出版後深受讀者歡迎，該漫畫暢銷了百萬冊，且已被翻譯成多種語言，包括法語、德語、義大利語、西班牙語、挪威語、菲律賓語、土耳其語和中文等。而血衛最初除了登場在《永恆戰士》外，還曾於《靈》中登場過。
新的《血衛》漫畫於2012年7月推出，由杜安·史維欽斯基所撰寫、勇士漫畫發行。

## 其他媒體

### 電影
2015年，索尼影業與尼爾·H·摩里茲的Original Film合作收購了勇士漫畫旗下的漫畫《血衛》。改編電影打算由傑夫·瓦德洛和艾瑞克·赫瑟勒撰寫劇本，東尼·賈菲和迪內希·山達薩尼代表勇士漫畫擔任監製，馬修·范恩與傑森·科塔瑞將作為執行製片人。而導演則由《捍衛任務》導演組合大衛·雷奇與查德·史塔赫斯基擔任。而《血衛》也有望擁有續集並與《先驅勇士》的電影作跨界交叉。哥倫比亞影業總裁漢娜·明格拉宣布，改編電影將如期舉行。 2016年9月26日，The Wrap報導，索尼打算先推出《先驅勇士》的電影，成為該系列電影的第一部作品，後再推出《血衛》電影。2017年3月6日，視覺效果藝術家戴夫·威爾森在大衛·雷奇與查德·史塔赫斯基退出後成為電影的導演。2017年7月，據報導，傑瑞德·雷托有望擔任主演。2018年1月，據報導，馮·迪索正在會談擔任主演；直到2018年3月，證實迪索將飾演該角。

### 網路劇
而血衛也於網路系列劇《忍者K大戰勇士宇宙》中現身，由傑森·大衛·法蘭克飾演。

## 外部連結
- BloodshotValiant漫畫wiki
- Bloodshot粉絲站
- "Valiant Days, Valiant Nights - A Look Back at the Rise and Fall of Valiant, Newsarama
- Bloodshot 1994 Hong Kong Edition 香港中文版 （页面存档备份，存于）